# عبدالای بل باگی
عبدالای بل باگی (انگلیسی: Abdulai Bell-Baggie؛ زادهٔ ۲۸ آوریل ۱۹۹۲) بازیکن فوتبال اهل بریتانیا است.
از باشگاه‌هایی که در آن بازی کرده‌است می‌توان به باشگاه فوتبال ترانمره راورز، باشگاه فوتبال کراولی تاون، باشگاه فوتبال روترهام یونایتد، باشگاه فوتبال یئوویل تاون، باشگاه فوتبال سالزبری سیتی، باشگاه فوتبال استوک‌پورت کانتی، باشگاه فوتبال ردینگ، باشگاه فوتبال بریستول راورز، باشگاه فوتبال پورت ویل، و باشگاه فوتبال هیز و یدینگ یونایتد اشاره کرد.
وی همچنین در تیم‌های ملی فوتبال England national under-16 football team، زیر ۱۷ سال انگلستان، و سیرالئون بازی کرده‌است.